# 南森島

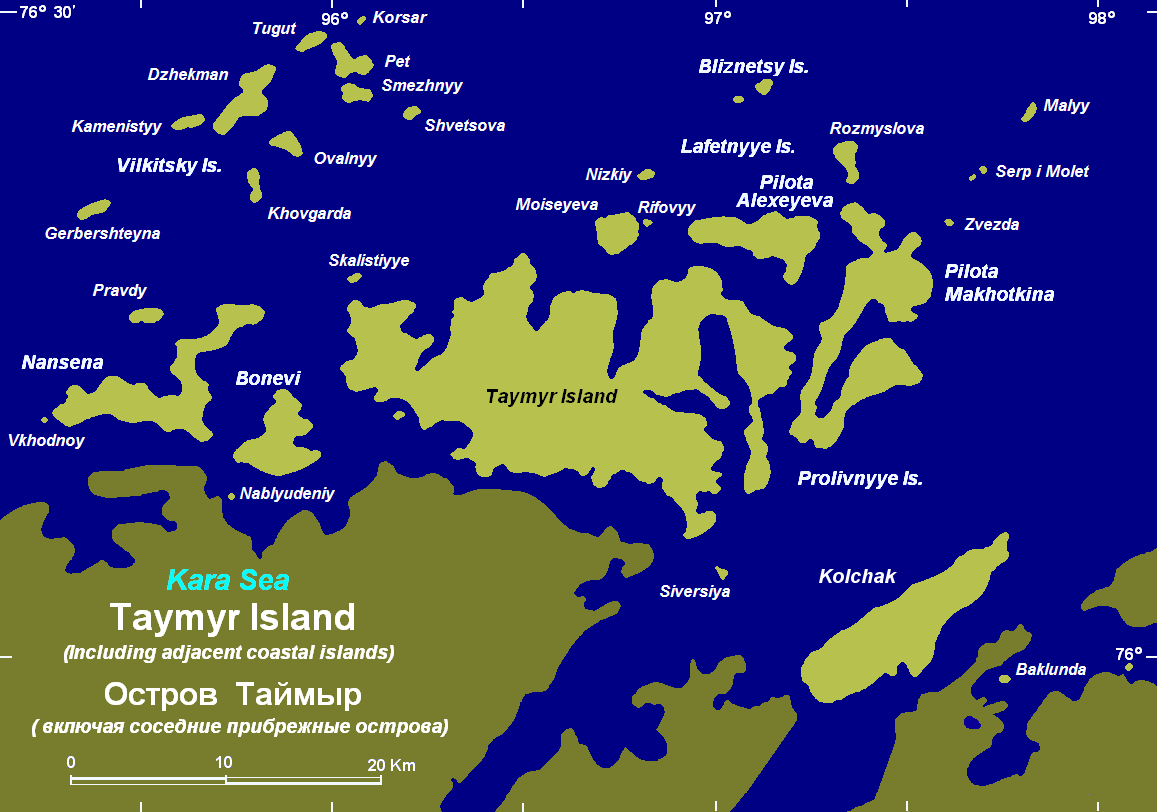
南森岛轮廓图

南森島是俄羅斯的島嶼，由克拉斯諾亞爾斯克邊疆區負責管轄，位於泰梅爾半島以西7公里，距離西伯利亞大陸僅2公里，長21公里、寬2.5公里，
76°13′N 94°45′E / 76.217°N 94.750°E